# Чемпионат мира по футболу
Чемпиона́т ми́ра по футбо́лу, официально именуемый Ку́бок ми́ра ФИФА́ (от англ. FIFA World Cup), часто также называемый Ку́бок ми́ра по футбо́лу, чемпиона́т ми́ра ФИФА, мундиа́ль (от исп. Copa Mundial de Fútbol) — главное международное соревнование по футболу, проводимое с 1930 года. Чемпионат мира организуется управляющим органом мирового футбола — ФИФА, и участвовать в нём могут мужские национальные сборные стран-членов ФИФА всех континентов.
Финальные турниры чемпионатов мира проводятся раз в четыре года, как и Олимпийские игры, однако, если учесть региональные турниры, каждый мундиаль продолжается более трёх лет. В отборочных соревнованиях Чемпионата участвует более 200 сборных. В финальном турнире, который проходит раз в четыре года в течение примерно месяца в заранее выбранной стране-хозяйке (или нескольких странах-хозяйках), участвует 48 команд (с 2026 года; в 1998—2022 гг. — 32 сборные): до 47 команд, получивших такое право по итогам отборочного турнира и (с 1938 года) сборная страны-хозяйки или несколько сборных стран-хозяек. С 1938 до 2002 года победитель предыдущего розыгрыша чемпионата мира участвовал в финальном турнире без прохождения квалификации; с 2006 года победитель предыдущего чемпионата мира проходит отборочный турнир на общих основаниях.
За свою без малого вековую историю Чемпионат мира проводился на всех континентах, кроме Австралии, однако Чемпионами мира были сборные исключительно из Южной Америки и Европы.
ФИФА только три раза доверила проведение Мундиаля двум и более странам (ЧМ-2002 в Японии и Южной Корее, ЧМ-2026 в США, Канаде и Мексике и ЧМ-2030 в Испании, Португалии и Марокко + по одному матчу Уругвай, Аргентина и Парагвай). После 2002 года организация неоднократно давала понять, что не нацелена на проведение турнира в двух и более странах. Однако в 2018 году стало известно, что чемпионат мира-2026 пройдёт в трёх странах, чему не в последнюю очередь способствовало серьёзное увеличение числа участников турнира: с 32 до 48. В 2023 году стало известно, что юбилейный Чемпионат мира 2030 года пройдет в основном в трех странах — Испании, Португалии и Марокко. Но, кроме того, по одному матчу примут и 3 южноамериканские страны: Уругвай — сборная страны-хозяйки первого Мундиаля и первый же Чемпион мира, а также Аргентина и Парагвай.
Финальная часть чемпионата мира по футболу имеет колоссальную зрительскую аудиторию и привлекает большой интерес во всём мире. Например, финал чемпионата 2022 года посмотрели более 1,5 млрд зрителей, а общая аудитория турнира превысила 4 млрд болельщиков со всего света.
Последний из завершённых чемпионатов мира по футболу прошёл с 20 ноября по 18 декабря 2022 года в Катаре. Действующий чемпион мира — сборная Аргентины.

## Общие сведения
За всю историю чемпионатов мира только 8 стран удостаивались звания чемпионов. Наибольшее количество титулов на счету Бразилии — пять раз её команда побеждала в ЧМ. Италия и Германия завоёвывали Кубок мира по четыре раза; Аргентина побеждала три раза; Уругвай и Франция становились чемпионами по два раза, и единожды чемпионат выигрывали Англия и Испания.
Единственный человек, три раза становившийся чемпионом мира как игрок, — Пеле (на чемпионатах 1958, 1962 и 1970 годов). Ещё 20 игроков были двукратными чемпионами, в основном бразильцы (13 — на чемпионатах 1958 и 1962 годов, двое — на чемпионатах 1994 и 2002 годов), а также четыре игрока сборной Италии (на чемпионатах 1934 и 1938 годов) и один — сборной Аргентины (на чемпионатах 1978 и 1986 годов). Витторио Поццо — единственный главный тренер, чья команда дважды побеждала на ЧМ (в 1934 и 1938 годах). Марио Загалло, Франц Беккенбауэр и Дидье Дешам выигрывали чемпионат и в качестве игрока, и в качестве главного тренера. Загалло — два раза как игрок, в 1958 и 1962 годах, один раз как тренер, в 1970 году. Беккенбауэр и Дешам — по одному разу, Беккенбауэр — в 1974 и 1990 годах, Дешам — в 1998 и 2018. Абсолютный рекорд по количеству чемпионских титулов формально принадлежит Марио Загалло, который в общей сложности становился чемпионом четыре раза (в 1994 году как помощник главного тренера).

## История

### Первые международные соревнования
Чемпионат мира не самое первое футбольное соревнование в мировой футбольной истории. Любительский футбол стал частью программы Олимпийских игр с 1908 года.
В 1909 году в Турине сэр Томас Липтон организовал турнир, который позже называли «Самый первый чемпионат мира». Итальянцы, немцы и швейцарцы прислали на этот турнир сильнейшие профессиональные клубы, однако Английская федерация футбола на предложение сделать то же самое ответила отказом. Понимая, что без участия родоначальников футбола британцев турнир не может считаться серьёзным, Липтон пригласил для участия в турнире любительский футбольный клуб с северо-востока Англии под названием футбольный клуб «Вест Окленд» (англ. West Auckland FC). Большую часть состава этой команды составляли рабочие угольных шахт, однако «Вест Окленд» выиграл турнир с участием профессионалов с континента. В 1911 году англичане вернулись в Италию защищать титул, завоёванный двумя годами ранее, и снова выиграли турнир, победив в финале «Ювентус» с разгромным счётом 6:1.
Футбольный турнир на Олимпийских играх, в которых могли участвовать футболисты разных стран, был единственным официальным международным соревнованием. В 1924 и 1928 годах побеждала команда Уругвая. Данные турниры ФИФА официально признаёт в качестве «чемпионатов мира среди любительских сборных». Широкое развитие профессионального спорта и стремительное нарастание разрыва между уровнем игры «профи» и любителей заставило ФИФА приступить к организации чемпионата мира.
На конгрессе ФИФА 1926 года исполком ФИФА образовал комиссию, в которую вошли швейцарец Бонне (председатель), австриец Майзль (секретарь), француз Делоне, немец Линнеман и итальянец Феррети, и поручил ей изучить возможность организации Кубка мира. Окончательное решение о мировом чемпионате принял конгресс ФИФА в Амстердаме 28 мая 1928 года.

### Первый чемпионат
Благодаря победам на предшествующих чемпионату двух Олимпийских играх Уругвай стал местом проведения первого официального чемпионата мира под эгидой ФИФА. Поначалу претендентов на проведение первого чемпионата мира было пять — Италия, Испания, Швеция, Нидерланды и Уругвай. Большинство проголосовало за Уругвай. Федерация Уругвая дала твёрдое обещание выполнить все финансовые условия ФИФА.

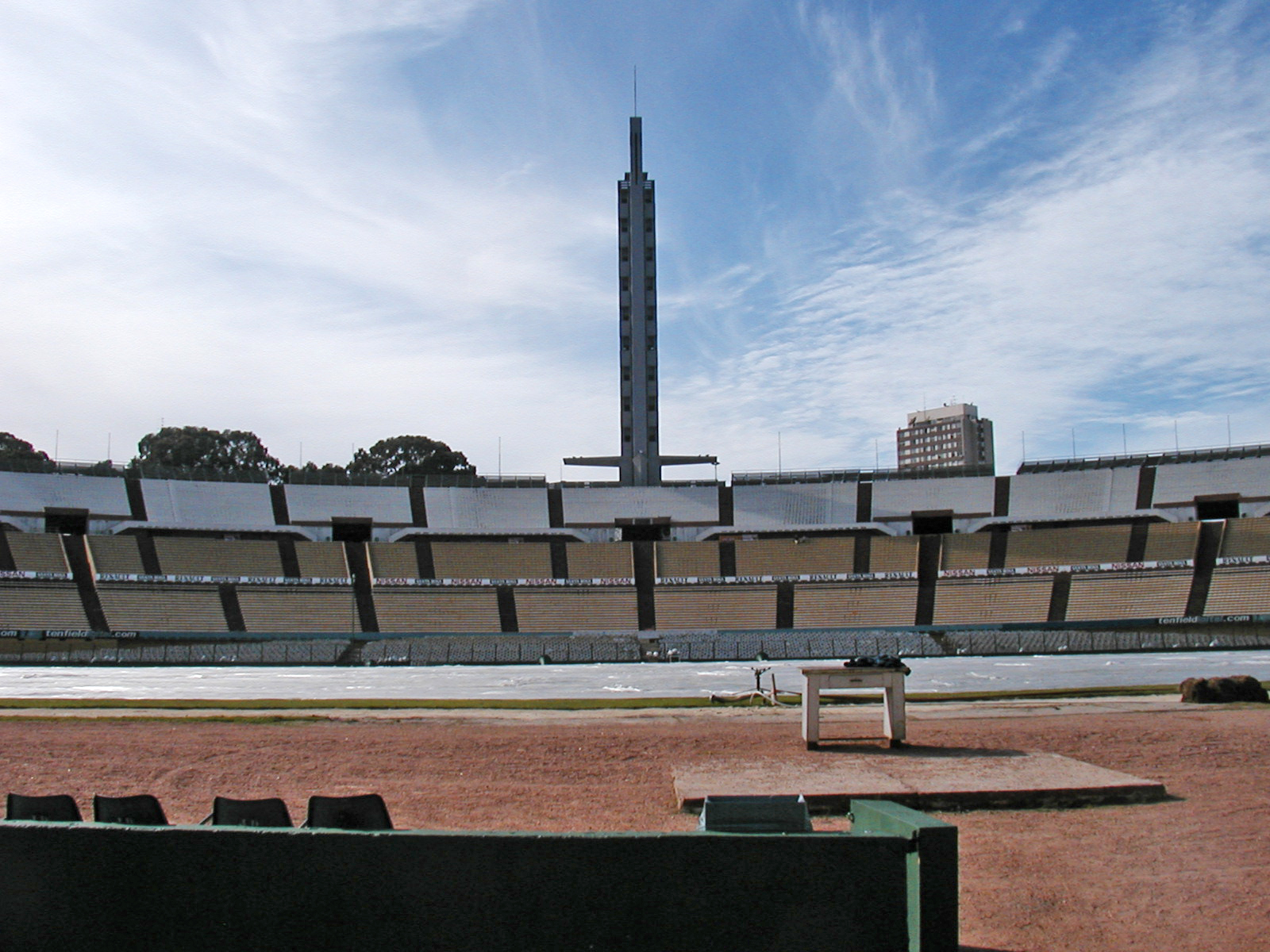
Сентенарио — первый стадион, принимавший финал ЧМ

Однако выбор Уругвая в качестве арены турнира сыграл с организаторами злую шутку: путешествие в Уругвай из Европы получалось длительным и дорогостоящим, и всего за два месяца до начала турнира ни одна европейская федерация не планировала посылать свою команду на чемпионат. В итоге грандиозными усилиями Риме удалось склонить к участию в турнире четыре европейские команды: сборные Франции, Бельгии, Румынии и Югославии. В общей сложности в турнире приняло участие всего 13 команд — семь из Южной Америки, четыре из Европы и две из Северной Америки. Это самое маленькое число участников чемпионата мира в его истории (столько же было в финальном турнире чемпионата мира 1950 года) и единственный раз в истории розыгрышей, когда не возникло необходимости в отборочном турнире.
13 команд были разделены на четыре группы. Победители групп выходили в полуфинал. Новый стадион «Сентенарио» был пущен в эксплуатацию только на шестой день турнира. До этого на матчах собиралось иногда по 800—1000 зрителей.
Первые матчи в истории чемпионатов мира были одновременно выиграны Францией и США, победившими Мексику со счётом 4:1 и Бельгию 3:0 соответственно. Первый гол в истории чемпионатов мира был забит французом Люсьеном Лораном, первый хет-трик сделал Берт Пейтноуд из сборной США в матче против Парагвая (США одержали победу со счётом 3:0). Также США до сих пор является единственной сборной из конфедерации КОНКАКАФ, которая дошла до полуфинала чемпионата мира.
В финале турнира, как и следовало ожидать, встретились две южноамериканские команды: в присутствии 93 тысяч зрителей на стадионе «Сентенарио» в Монтевидео сборная Уругвая стала первым чемпионом мира, обыграв Аргентину со счётом 4:2.
Олимпийские игры 1932 года проводились в Лос-Анджелесе, США, где американский футбол по популярности значительно превосходил (и до сих пор превосходит) европейский, известный в Северной Америке под названием соккер (англ. soccer). Отсутствие интереса к европейскому футболу со стороны американцев, а также разногласия между МОК и ФИФА в вопросах определения статуса игроков-профессионалов привели к тому, что футбол был исключён из программы Олимпийских игр 1932 года.

### Развитие
Главными проблемами, с которыми сталкивались организаторы при проведении первых чемпионатов мира, были высокая стоимость проезда до места проведения финального турнира для команд с других континентов и война: чемпионаты мира 1942 и 1946 годов были отменены из-за Второй мировой войны.
Родоначальники футбола с Британских островов игнорировали первые три чемпионата мира. Впервые британцы приняли участие в чемпионате мира только в 1950 году, после достижения соглашения с ФИФА о своём особом статусе.
В финальных турнирах чемпионатов с 1934 по 1978 годы принимали участие 16 команд (кроме 1938 года, когда из-за аншлюса не приняла участия в турнире преодолевшая отбор Австрия, и 1950 года, когда Индия, Шотландия и Турция отказались от участия в турнире уже после окончания квалификации). Большинство участников, попавших в финал, представляли Европу и Южную Америку, с небольшим дополнением лучшими командами Африки, Азии и Океании. Обычно эти команды становились поставщиками очков для европейцев и южноамериканцев, хотя были и исключения — например, команда КНДР в 1966 году, вышедшая в 1/4 финала.
В 1982 году состав участников финального турнира был расширен до 24 команд, а в 1998 — до 32. Дополнительные места в основном доставались представителям Африки, Азии и Северной Америки. На последних турнирах команды из этих регионов, раньше считавшихся нефутбольными, стали добиваться всё больших и больших успехов, например, Камерун в 1990 году, Республика Корея, Сенегал и США в 2002 году, Гана в 2010 году, Коста-Рика в 2014 году. Чемпионаты мира стали действительно состязанием команд со всего мира — 197 команд приняли участие в отборочных соревнованиях к чемпионату мира 2006 года, 204 — в отборе к чемпионату мира 2010. Тем не менее, список фаворитов чемпионата до сих пор ограничивается командами из Европы и Южной Америки. За всю историю только 3 раза команды из других частей света доходили до полуфинала на чемпионатах мира (США в 1930 году, Республика Корея в 2002 году и Марокко в 2022 году). Команды Южной Америки добивались этого 23 раза (в основном Бразилия, Аргентина и Уругвай, в 1962 году третье место заняли чилийцы), а команды Европы — 62 раза (19 стран).
В 2026 году состав участников финального турнира будет увеличен до 48. Дополнительные места в основном достанутся представителям Африки (их число увеличится до девяти), Северной и Южной Америки (увеличится до шести), Азии (увеличится до восьми) и Океании (увеличится до одного), а также Европе (увеличится до 16). Увеличение числа участников объясняется возможностью участия в турнире сильных сборных, которые не проходят квалификацию, и более слабых, которые занимают в квалификации низшие места. Будет изменён формат турнира. Так, вместо восьми групп будет 12 (по 4 в каждой). В плей-офф вместо 16 будут выходить 32 команды: из группы, как и раньше будут выходить все первые и вторые места, а также 8 лучших сборных из числа, финишировавших на третьей позиции. Аналогичная схема в настоящее время применяется на Чемпионатах Европы и молодёжных Чемпионатах мира, а в 1982—1994 также была и на Чемпионатах мира, только во всех трех случаях ровно в 2 раза меньше команд (24, а не 48) и соответственно в 2 раза меньше групп (6, а не 12) и в 2 раза меньше команд, выходящих в плей-офф с третьего места (4, а не 8), как и всего участников плей-офф (16, а не 32).

## Участники
По состоянию на июнь 2022 года, в 22 финальных турнирах чемпионатов мира участвовали в общей сложности сборные 79 из 211 членов ФИФА, а также 5 ныне не существующих сборных (выделены курсивом). Бразилия — единственная сборная, участвовавшая во всех чемпионатах мира. В таблице приведены современные названия сборных (для ныне не существующих — названия на их последних чемпионатах) и распределение по конфедерациям, количество чемпионских званий показано звёздочками.
| Европа (УЕФА) — 33 команды + 5 бывших сборных - Австрия - Англия (*) — хозяин 1966 - Бельгия - Болгария - Босния и Герцеговина - Венгрия - ГДР - Германия (****) — хозяин 1974, 2006 - Греция - Дания - Израиль - Ирландия - Исландия - Испания (*) — хозяин 1982, сохозяин 2030 - Италия (****) — хозяин 1934, 1990 - Нидерланды - Норвегия - Польша - Португалия — сохозяин 2030 - Россия — хозяин 2018 - Румыния - Северная Ирландия - Сербия - Сербия и Черногория - Словакия - Словения - СССР - Турция - Украина - Уэльс - Франция (**) — хозяин 1938, 1998 - Хорватия - Чехия - Чехословакия - Швейцария — хозяин 1954 - Швеция — хозяин 1958 - Шотландия - Югославия | Африка (КАФ) — 13 команд - Алжир - Ангола - Гана - ДР Конго - Египет - Камерун - Кот-д’Ивуар - Марокко — сохозяин 2030 - Нигерия - Сенегал - Того - Тунис - ЮАР — хозяин 2010 Азия (АФК) — 12 команд - Австралия - Индонезия - Иордания — дебют 2026 - Ирак - Иран - Катар — хозяин 2022 - Китай - КНДР - Кувейт - ОАЭ - Саудовская Аравия — хозяин 2034 - Республика Корея — сохозяин 2002 - Узбекистан — дебют 2026 - Япония — сохозяин 2002 Северная Америка (КОНКАКАФ) — 11 команд - Гаити - Гондурас - Канада — сохозяин 2026 - Коста-Рика - Куба - Мексика — хозяин 1970, 1986, сохозяин 2026 - Панама - Сальвадор - США — хозяин 1994, сохозяин 2026 - Тринидад и Тобаго - Ямайка | Южная Америка (КОНМЕБОЛ) — 9 команд - Аргентина (***) — хозяин 1978, один матч 2030 - Боливия - Бразилия (*****) — хозяин 1950, 2014 - Колумбия - Парагвай — один матч 2030 - Перу - Уругвай (**) — хозяин 1930, один матч 2030 - Чили — хозяин 1962 - Эквадор Океания (ОФК) — 1 команда - Новая Зеландия |

## Формула проведения

### Отборочный турнир
Отборочные, или квалификационные, соревнования проводятся для того, чтобы уменьшить количество участников и отобрать сильнейших для участия в финальном турнире. Единственный ЧМ, в котором не проводилось квалификационных соревнований, — самый первый чемпионат 1930 года. Отборочные соревнования проводятся по зональному принципу в соответствии с представительством в региональных федерациях ФИФА: азиатской (АФК), африканской (КАФ), европейской (УЕФА), североамериканской (КОНКАКАФ), южноамериканской (КОНМЕБОЛ) и Океании (ОФК). Перед очередным турниром ФИФА определяет число мест в финальном турнире, получаемых каждым регионом. Например, победитель отборочной зоны Океании отстаивал своё право участия в финальном турнире ЧМ-2006 в двух матчах с командой, занявшей пятое место в турнире стран Южной Америки.
Начиная с 1938 года страна-организатор турнира автоматически получает место в финальном турнире. Кроме того, до 2006 года победитель предыдущего чемпионата мира тоже получал место в финальном турнире без предварительного отбора. Во время определения регламента ЧМ-2006 это правило было отменено, и чемпион мира 2002 — Бразилия участвовала в отборочном турнире на общих основаниях.
Ниже приводятся данные о местах, выделенных для континентов. +Ч означает дополнительное место для чемпионов мира, +Х — для организаторов (хозяина) чемпионата. Место в межконтинентальных стыковых матчах считается как 0,5. Полужирным начертанием выделены победители стыковых матчей.
| Зона                        | 1934 (16) | 1938 (15)1 | 1950 (13)2 | 1954 (16) | 1958 (16) | 1962 (16)   | 1966 (16) | 1970 (16) | 1974 (16) | 1978 (16) | 1982 (24) | 1986 (24) | 1990 (24) | 1994 (24) | 1998 (32) | 2002 (32) | 2006 (32)6 | 2010 (32) | 2014 (32) | 2018 (32) | 2022 (32) | 2026 (48)     | 2030 (48) |
| --------------------------- | --------- | ---------- | ---------- | --------- | --------- | ----------- | --------- | --------- | --------- | --------- | --------- | --------- | --------- | --------- | --------- | --------- | ---------- | --------- | --------- | --------- | --------- | ------------- | --------- |
| Африка (КАФ)                | 1         | /          | /          | /         | 0,53      | 0,54        | 1         | 1         | 1         | 1         | 2         | 2         | 2         | 3         | 5         | 5         | 5          | 5 +Х      | 5         | 5         | 5         | 9,5           | 8,5+Х     |
| Азия (АФК)                  | 1         | 1          | 12         | 1         | 0,53      | 0,54        | 1         | 1         | 1         | 1         | 2         | 2         | 2         | 2         | 3,5       | 2,5 +2Х   | 4,5        | 4,5       | 4,5       | 4,5       | 4,5 +Х    | 8,5           | 8,5       |
| Океания (ОФК)               |           | /          | /          | /         |           | /           |           |           |           |           |           | 0,5       | 0,5       | 0,255     | 0,5       | 0,5       | 0,5        | 0,5       | 0,5       | 0,5       | 0,5       | 1,5           | 1,5       |
| Европа (УЕФА)               | 12        | 111 +Х+Ч   | 72 +Ч      | 11 +Х     | 9,53 +Х+Ч | 8+0,5 +0,54 | 9 +Х      | 8 +Ч      | 8,5 +Х    | 8,5 +Ч    | 13 +Х     | 12,5 +Ч   | 13 +Х     | 12 +Ч     | 14 +Х     | 13,5 +Ч   | 13 +Х      | 13        | 13        | 13 +Х     | 13        | 16            | 14+2Х     |
| Северная Америка (КОНКАКАФ) | 1         | 1          | 2          | 1         | 1         | 0,5         | 1         | 1 +Х      | 1         | 1         | 2         | 1 +Х      | 2         | 1,255 +Х  | 3         | 3         | 3,5        | 3,5       | 3,5       | 3,5       | 3,5       | 3,5 + 0,5 +3Х | 6,5 + 0,5 |
| Южная Америка (КОНМЕБОЛ)    | 2         | 1          | 4 +Х       | 1 +Ч      | 3         | 3,5 +Х+Ч    | 3 +Ч      | 3         | 2,5 +Ч    | 2,5 +Х    | 3 +Ч      | 4         | 2,5 +Ч    | 3,55      | 4 +Ч      | 4,5       | 4,5        | 4,5       | 4,5 +Х    | 4,5       | 4,5       | 6,5           | 3,5+3Х    |
| Всего                       | 16        | 16         | 16         | 16        | 16        | 16          | 16        | 16        | 16        | 16        | 24        | 24        | 24        | 24        | 32        | 32        | 32         | 32        | 32        | 32        | 32        | 48            | 48        |

- 1 В 1938 году Австрия не приняла участия в чемпионате из-за аншлюса. В итоге в чемпионате участвовали 12 европейских сборных (включая чемпионов и хозяев).
- ² В ЧМ-1950 Индия, Шотландия и Турция отказались от участия в финальной стадии. В итоге в чемпионате участвовали 6 европейских сборных и ни одной азиатской.
- ³ В чемпионате 1958 года первоначально Азия и Африка вместе получили 1 место, а Европа 9 мест. Однако после отказа всех соперников Израиля были назначены стыковые матчи между ним и Уэльсом. В итоге Азия и Африка получили 0,5 места на двоих, Европа — 9,5.
- 4 В ЧМ-1962 Европа получила 8 гарантированных мест и две команды играли в стыковых матчах с командами из Азии и Африки. Обе европейские сборные победили, дав Европе в сумме 10 мест.
- 5 В отборочных играх ЧМ-1994 стыковые матчи проводились в два раунда. Вначале играли команды ОФК и КОНКАКАФ, победитель играл с командой КОНМЕБОЛ.
- 6 Начиная с 2006 года, чемпион не получает автоматического места в финале.Начиная с 2026 года, квота хозяев включается в региональную (континентальную) квоту, а конфедерация-хозяйка получает 1 место в стыковых матчах, в стыковых матчах 6 команд определяют 2 места.

### Финальный турнир
17 стран принимали у себя финальный турнир чемпионата мира. Пятеро из них — дважды: Мексика, Италия, Франция, Германия и Бразилия. Лишь однажды, в 2002 году, Кубок мира проходил на территории двух стран — Японии и Республики Корея.
Сводная таблица применявшихся в разные годы формул проведения чемпионата:
| Год  | Хозяин                     | Команд  | 1-й этап                                                          | 2-й этап | 3-й этап |
| ---- | -------------------------- | ------- | ----------------------------------------------------------------- | --- | --- |
| 1930 | Уругвай                    | 13      | 1 группа из 4 команд, 3 группы по 3 команды                       | 4 победителя групп 1-го этапа играли в плей-офф                                                                | 4 победителя групп 1-го этапа играли в плей-офф                                                                |
| 1934 | Италия                     | 16      | Плей-офф                                                          | Плей-офф | Плей-офф |
| 1938 | Франция                    | 15 (16) | Плей-офф                                                          | Плей-офф | Плей-офф |
| 1950 | Бразилия                   | 13 (16) | 2 группы по 4 команды, 1 группа из 3 команд, 1 группа из 2 команд | 4 победителя групп 1-го этапа играли в финальной группе                                                        | 4 победителя групп 1-го этапа играли в финальной группе                                                        |
| 1954 | Швейцария                  | 16      | 4 группы по 4 команды                                             | 8 команд, занявших 1—2-е места в группах, играли в плей-офф                                                    | 8 команд, занявших 1—2-е места в группах, играли в плей-офф                                                    |
| 1958 | Швеция                     | 16      | 4 группы по 4 команды                                             | 8 команд, занявших 1—2-е места в группах, играли в плей-офф                                                    | 8 команд, занявших 1—2-е места в группах, играли в плей-офф                                                    |
| 1962 | Чили                       | 16      | 4 группы по 4 команды                                             | 8 команд, занявших 1—2-е места в группах, играли в плей-офф                                                    | 8 команд, занявших 1—2-е места в группах, играли в плей-офф                                                    |
| 1966 | Англия                     | 16      | 4 группы по 4 команды                                             | 8 команд, занявших 1—2-е места в группах, играли в плей-офф                                                    | 8 команд, занявших 1—2-е места в группах, играли в плей-офф                                                    |
| 1970 | Мексика                    | 16      | 4 группы по 4 команды                                             | 8 команд, занявших 1—2-е места в группах, играли в плей-офф                                                    | 8 команд, занявших 1—2-е места в группах, играли в плей-офф                                                    |
| 1974 | ФРГ                        | 16      | 4 группы по 4 команды                                             | 2 группы по 4 команды (занявшие 1—2-е места в группах 1-го этапа)                                              | Финал (победители групп 2-го этапа), матч за 3-е место (занявшие 2-е места в группах 2-го этапа)               |
| 1978 | Аргентина                  | 16      | 4 группы по 4 команды                                             | 2 группы по 4 команды (занявшие 1—2-е места в группах 1-го этапа)                                              | Финал (победители групп 2-го этапа), матч за 3-е место (занявшие 2-е места в группах 2-го этапа)               |
| 1982 | Испания                    | 24      | 6 групп по 4 команды                                              | 4 группы по 3 команды (занявшие 1-2 е места в группах 1-го этапа)                                              | 4 команды играли в плей-офф (победители групп 2-го этапа)                                                      |
| 1986 | Мексика                    | 24      | 6 групп по 4 команды                                              | 16 команд играли в плей-офф (команды, занявшие в группах 1—2-е места, и 4 лучшие команды, занявшие 3-и места)  | 16 команд играли в плей-офф (команды, занявшие в группах 1—2-е места, и 4 лучшие команды, занявшие 3-и места)  |
| 1990 | Италия                     | 24      | 6 групп по 4 команды                                              | 16 команд играли в плей-офф (команды, занявшие в группах 1—2-е места, и 4 лучшие команды, занявшие 3-и места)  | 16 команд играли в плей-офф (команды, занявшие в группах 1—2-е места, и 4 лучшие команды, занявшие 3-и места)  |
| 1994 | США                        | 24      | 6 групп по 4 команды                                              | 16 команд играли в плей-офф (команды, занявшие в группах 1—2-е места, и 4 лучшие команды, занявшие 3-и места)  | 16 команд играли в плей-офф (команды, занявшие в группах 1—2-е места, и 4 лучшие команды, занявшие 3-и места)  |
| 1998 | Франция                    | 32      | 8 групп по 4 команды                                              | 16 команд играли в плей-офф (команды, занявшие в группах 1—2-е места)                                          | 16 команд играли в плей-офф (команды, занявшие в группах 1—2-е места)                                          |
| 2002 | Республика Корея/ · Япония | 32      | 8 групп по 4 команды                                              | 16 команд играли в плей-офф (команды, занявшие в группах 1—2-е места)                                          | 16 команд играли в плей-офф (команды, занявшие в группах 1—2-е места)                                          |
| 2006 | Германия                   | 32      | 8 групп по 4 команды                                              | 16 команд играли в плей-офф (команды, занявшие в группах 1—2-е места)                                          | 16 команд играли в плей-офф (команды, занявшие в группах 1—2-е места)                                          |
| 2010 | ЮАР                        | 32      | 8 групп по 4 команды                                              | 16 команд играли в плей-офф (команды, занявшие в группах 1—2-е места)                                          | 16 команд играли в плей-офф (команды, занявшие в группах 1—2-е места)                                          |
| 2014 | Бразилия                   | 32      | 8 групп по 4 команды                                              | 16 команд играли в плей-офф (команды, занявшие в группах 1—2-е места)                                          | 16 команд играли в плей-офф (команды, занявшие в группах 1—2-е места)                                          |
| 2018 | Россия                     | 32      | 8 групп по 4 команды                                              | 16 команд играли в плей-офф (команды, занявшие в группах 1—2-е места)                                          | 16 команд играли в плей-офф (команды, занявшие в группах 1—2-е места)                                          |
| 2022 | Катар                      | 32      | 8 групп по 4 команды                                              | 16 команд играли в плей-офф (команды, занявшие в группах 1—2-е места)                                          | 16 команд играли в плей-офф (команды, занявшие в группах 1—2-е места)                                          |
| 2026 | Канада/ · Мексика/ · США   | 48      | 12 групп по 4 команды                                             | 32 команды сыграют в плей-офф (команды, занявшие 1-е и 2-е места, а также 8 лучших команд, занявших 3-е место) | 32 команды сыграют в плей-офф (команды, занявшие 1-е и 2-е места, а также 8 лучших команд, занявших 3-е место) |

| Место | Команда   | Победы |
| ----- | --------- | ------ |
| 1     | Бразилия  | 76     |
| 2     | Германия  | 68     |
| 3     | Аргентина | 47     |
| 4     | Италия    | 45     |
| 5     | Франция   | 39     |

1. ↑  Матча за 3-е место не проводилось.
2. ↑  В 1934-м и 1938-м годах ничьи на стадии плей-офф переигрывались. Позднее предусматривался жребий, но на практике применён не был. С 1974 используются послематчевые пенальти.
3. ↑  Сборная Австрии прошла отборочный турнир, но не участвовала в чемпионате в связи с аншлюсом
4. 1 2  Индия, Шотландия и Турция прошли отбор, но отказались от участия
5. ↑  В каждой группе было 2 «сеяных» и 2 «несеянных» команды; матчи проводились только между сеяными и несеянными. В случае равного счёта в матчах группового этапа назначалось дополнительное время.
6. 1 2  До 1962 года при равенстве очков в группе назначалась переигровка, это имело место только в 1954-м и 1958 годах. С 1962 года используется разница забитых и пропущенных мячей.

Формула проведения финального турнира чемпионата мира, использующаяся с 1998 года, предусматривает 32 команды-участницы. Финальный турнир проходит в заранее выбранной стране в течение месяца и состоит из двух стадий: группового турнира и игр по кубковой системе на выбывание.
На стадии группового турнира команды делятся на 8 групп по четыре команды. Состав групп определяется жеребьёвкой, во время которой 8 команд («сеяные») получают первые номера в своих группах, а остальные 24 команды разделяются на три корзины в соответствии с географией и рейтингом сборных-участниц. Из каждой корзины в каждую группу попадает в итоге одна команда, однако есть дополнительные правила, усложняющие процедуру жеребьёвки: например, в одной группе не может быть больше двух европейских команд и более одной команды из любого другого региона.
В каждой группе команды проводят однокруговой турнир из трёх туров. Матчи последнего тура в каждой группе проводятся в один день и начинаются одновременно. За победу в матче команда получает 3 очка, за ничью — 1, за поражение — 0, до 1994 года победитель получал 2 очка. Из каждой группы во второй раунд (плей-офф) выходят команды, занявшие первые два места, — всего 16 участников чемпионата.
Во втором раунде команды играют матчи на выбывание — проигравший (за исключением участников полуфинальных игр) заканчивает своё участие в турнире. Если счёт после окончания основного времени ничейный, назначается дополнительное время, а если и оно не помогло выявить победителя, проводится серия пенальти. В 1/8 финала победители групп первого раунда играют со вторыми командами из других групп. Победители этих игр выходят в 1/4 финала, победители 1/4 финалов — в полуфинал. Команды, проигравшие в полуфиналах, разыгрывают третье место в матче между собой. Начиная с чемпионата 1998 года победитель матча за третье место получает бронзовые медали, проигравший в матче за третье место ничего не получает. Команды, победившие в полуфиналах, играют финальный матч. Победители финала получают звание чемпионов мира, золотые медали и Кубок мира на временное хранение до следующего чемпионата. Проигравший финалист награждается серебряными медалями.

## Результаты

### Все чемпионаты мира по футболу
| Год  | Место проведения                                                | Финалисты                                            | Финалисты                                            | Финалисты                                            | Полуфиналисты                                        | Полуфиналисты                                        | Полуфиналисты                                        |
| Год  | Место проведения                                                | Чемпион                                              | Счёт                                                 | 2-е место                                            | 3-е место                                            | Счёт                                                 | 4-е место                                            |
| ---- | --------------------------------------------------------------- | ---------------------------------------------------- | ---------------------------------------------------- | ---------------------------------------------------- | ---------------------------------------------------- | ---------------------------------------------------- | ---------------------------------------------------- |
| 1930 | Уругвай                                                         | Уругвай                                              | 4:2                                                  | Аргентина                                            | США                                                  | (1)                                                  | Югославия                                            |
| 1934 | Италия                                                          | Италия                                               | 2:1 доп. время                                       | Чехословакия                                         | Германия                                             | 3:2                                                  | Австрия                                              |
| 1938 | Франция                                                         | Италия                                               | 4:2                                                  | Венгрия                                              | Бразилия                                             | 4:2                                                  | Швеция                                               |
| 1942 | Не проводился из-за Второй мировой войны                        | Не проводился из-за Второй мировой войны             | Не проводился из-за Второй мировой войны             | Не проводился из-за Второй мировой войны             | Не проводился из-за Второй мировой войны             | Не проводился из-за Второй мировой войны             | Не проводился из-за Второй мировой войны             |
| 1946 | Не проводился из-за последствий Второй мировой войны            | Не проводился из-за последствий Второй мировой войны | Не проводился из-за последствий Второй мировой войны | Не проводился из-за последствий Второй мировой войны | Не проводился из-за последствий Второй мировой войны | Не проводился из-за последствий Второй мировой войны | Не проводился из-за последствий Второй мировой войны |
| 1950 | Бразилия                                                        | Уругвай                                              | 2:1(2)                                               | Бразилия                                             | Швеция                                               | 3:1(2)                                               | Испания                                              |
| 1954 | Швейцария                                                       | ФРГ                                                  | 3:2                                                  | Венгрия                                              | Австрия                                              | 3:1                                                  | Уругвай                                              |
| 1958 | Швеция                                                          | Бразилия                                             | 5:2                                                  | Швеция                                               | Франция                                              | 6:3                                                  | ФРГ                                                  |
| 1962 | Чили                                                            | Бразилия                                             | 3:1                                                  | Чехословакия                                         | Чили                                                 | 1:0                                                  | Югославия                                            |
| 1966 | Англия                                                          | Англия                                               | 4:2 доп. время                                       | ФРГ                                                  | Португалия                                           | 2:1                                                  | СССР                                                 |
| 1970 | Мексика                                                         | Бразилия                                             | 4:1                                                  | Италия                                               | ФРГ                                                  | 1:0                                                  | Уругвай                                              |
| 1974 | ФРГ                                                             | ФРГ                                                  | 2:1                                                  | Нидерланды                                           | Польша                                               | 1:0                                                  | Бразилия                                             |
| 1978 | Аргентина                                                       | Аргентина                                            | 3:1 доп. время                                       | Нидерланды                                           | Бразилия                                             | 2:1                                                  | Италия                                               |
| 1982 | Испания                                                         | Италия                                               | 3:1                                                  | ФРГ                                                  | Польша                                               | 3:2                                                  | Франция                                              |
| 1986 | Мексика                                                         | Аргентина                                            | 3:2                                                  | ФРГ                                                  | Франция                                              | 4:2 доп. время                                       | Бельгия                                              |
| 1990 | Италия                                                          | ФРГ                                                  | 1:0                                                  | Аргентина                                            | Италия                                               | 2:1                                                  | Англия                                               |
| 1994 | США                                                             | Бразилия                                             | 0:0 (3:2 пен)                                        | Италия                                               | Швеция                                               | 4:0                                                  | Болгария                                             |
| 1998 | Франция                                                         | Франция                                              | 3:0                                                  | Бразилия                                             | Хорватия                                             | 2:1                                                  | Нидерланды                                           |
| 2002 | Республика Корея · Япония                                       | Бразилия                                             | 2:0                                                  | Германия                                             | Турция                                               | 3:2                                                  | Республика Корея                                     |
| 2006 | Германия                                                        | Италия                                               | 1:1 (5:3 пен)                                        | Франция                                              | Германия                                             | 3:1                                                  | Португалия                                           |
| 2010 | ЮАР                                                             | Испания                                              | 1:0 доп. время                                       | Нидерланды                                           | Германия                                             | 3:2                                                  | Уругвай                                              |
| 2014 | Бразилия                                                        | Германия                                             | 1:0 доп. время                                       | Аргентина                                            | Нидерланды                                           | 3:0                                                  | Бразилия                                             |
| 2018 | Россия                                                          | Франция                                              | 4:2                                                  | Хорватия                                             | Бельгия                                              | 2:0                                                  | Англия                                               |
| 2022 | Катар                                                           | Аргентина                                            | 3:3 (4:2 пен)                                        | Франция                                              | Хорватия                                             | 2:1                                                  | Марокко                                              |
| 2026 | Канада · Мексика · США                                          |                                                      |                                                      |                                                      |                                                      |                                                      |                                                      |
| 2030 | Испания · Португалия · Марокко · Уругвай · Аргентина · Парагвай |                                                      |                                                      |                                                      |                                                      |                                                      |                                                      |
| 2034 | Саудовская Аравия                                               |                                                      |                                                      |                                                      |                                                      |                                                      |                                                      |

### Лучшие сборные

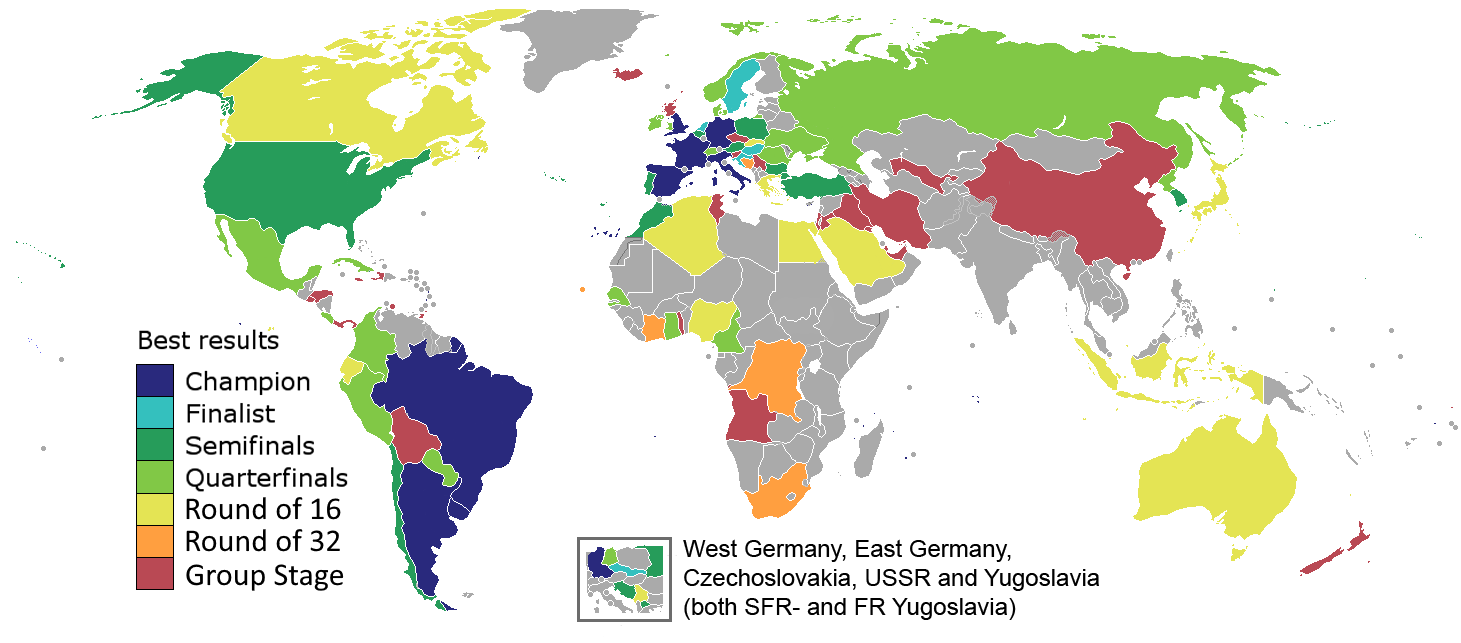
Результаты команд на чемпионате мира по футболу

В общей сложности 207 различных сборных принимали участие в чемпионатах мира, однако только 24 команды попадали в четвёрку лучших, из них лишь половина (13 команд) доходила до финального матча и восемь команд становились чемпионами.
Самая титулованная сборная чемпионатов мира — Бразилия. Бразилия — единственная в мире сборная, участвовавшая в финальных турнирах всех чемпионатов мира, при этом она 5 раз выигрывала чемпионат и ещё дважды была финалистом.
Европейские команды выигрывали чемпионат мира 12, а южноамериканские 10 раз. Наибольшее число раз в финал выходила Германия (ФРГ) — восемь раз. Следом за ней сборная Бразилии — семь раз. Третья по числу выходов в финал — шесть раз — сборная Италии одновременно может считаться самой неудобной командой и для Бразилии, и для Германии: это единственная сборная, которой в финальных турнирах удалось больше одного раза победить обе команды — Бразилию в 1938 и 1982, Германию в 1970, 1982 и 2006 годах.
В 1970 году Бразилия и Италия одновременно вышли в финал чемпионата мира, имея на тот момент по две победы в чемпионатах, а в 1994 году эти же сборные имели в аналогичной ситуации по три победы. Оба раза в финале побеждали бразильцы.
В противостоянии европейского и южноамериканского футбола по разным показателям преимущество на стороне тех и других. Девять раз (в 1934, 1954, 1966, 1974, 1982, 1990, 2006, 2010 и 2018 годах) комплекты медалей разыгрывали между собой только европейские сборные, а пять раз (в 1934, 1966, 1982, 2006 и 2018 годах) южноамериканские команды даже не пробивались в полуфинал. До 2010 года европейские сборные выигрывали только чемпионаты, проводившиеся в Европе, но сборная команда Испании, выигравшая турнир 2010 года в ЮАР, прервала эту традицию, а в 2014 году сборная Германии стала первой европейской сборной, выигравшей чемпионат в Южной Америке — на бразильских полях. В то же время южноамериканская команда смогла один раз завоевать Кубок Мира в Европе — Бразилия в 1958 году. Также южноамериканские команды имеют преимущество над европейскими в очных финальных матчах — они брали верх в восьми случаях из одиннадцати.

### Статистика
- За исключением чемпионатов 1958, 2002, 2010, 2014 и 2022 годов, страна-победитель относилась к тому же континенту (части света), на котором проводился чемпионат. При этом 5 раз победителем становилась страна-хозяин чемпионата, и один раз (в 1966) — часть страны-хозяйки (хотя даже официально чемпионат именовался «проходящим в Англии», тем не менее, Англия — лишь часть государства Великобритания).  Также Кубок редко задерживается на одном континенте больше, чем на четыре года. Это случилось, когда Италия (1934, 1938) и Бразилия (1958, 1962) 2 раза подряд выигрывали чемпионат, а также когда чемпионат четырежды подряд выиграли европейские сборные: Италия (2006), Испания (2010), Германия (2014), Франция (2018).
- Лишь Италии в 1938 году и Бразилии в 1962 году удавалось защитить чемпионское звание. И никому ещё не удавалось победить трижды подряд.
- Сборная Италии была чемпионом дольше, чем любая другая команда — 16 лет (1934—1950). Однако это связано не только со спортивными достижениями (Италия — чемпион 1934 и 1938 годов), но и с войной: чемпионаты 1942 и 1946 годов не состоялись из-за Второй мировой войны.
- Чемпионат 1934 года — единственный, в котором не принял участие действующий чемпион мира (Уругвай). Он же был единственным чемпионатом, для попадания на который сборной страны-организатора (Италии) пришлось участвовать в отборочных матчах.
- В XX веке лишь дважды команда в статусе действующего чемпиона мира не смогла пройти групповой этап: Италия (1950) и Бразилия (1966). В XXI веке, наоборот, только Бразилия в 2006 году смогла избежать подобной участи, которая постигла Францию (2002), Италию (2010), Испанию (2014) и Германию (2018). В 2022 году Франция, действующий чемпион, всё же смогла выйти из группы.
- С момента введения в регламент 1/8 финала в 1986 году лишь Бразилия является постоянным участником этой стадии кубка, победив в ней 9 раз и лишь однажды проиграв (1990). Также у сборной Бразилии больше всего побед в 1/8 финала подряд — 8 (1994—2022), наряду со сборной Германии (1986—2014).
- Сборная Мексики на протяжении семи турниров подряд (1994—2018) неизменно выбывала из розыгрыша на стадии 1/8 финала. Эта серия была прервана на ЧМ в Катаре 2022, когда мексиканцы не смогли пройти групповой этап.
- Турнирная участь в играх на выбывание для сборных Мексики и Аргентины была одинакова в двух подряд чемпионатах мира, 2006 и 2010 годов: сборная Аргентины побеждает сборную Мексики в 1/8 финала и проигрывает сборной Германии в 1/4 финала.
- В трёх чемпионатах подряд турнирная участь сводила сборные Германии и Аргентины в матчах на выбывание — во всех трёх выиграла Германия. В 2006 и 2010 в 1/4 финала, в 2014 в финале.
- Чаще всего между собой в финалах (три раза) играли сборные Германии и Аргентины. Аргентина выиграла один из этих финалов (в 1986), Германия два (в 1990 и 2014).
- Сборным Уругвая (в 1930), Италии (в 1938) и Бразилии (дважды — в 1970 и 2002) удалось выиграть все свои матчи в финальных играх турнира, причём все — в основное время (за исключением Италии в 1938, выигравшей один матч в дополнительное время)[10].
- 6 раз на чемпионатах мира побеждали хозяева турнира, и лишь в одном случае (ФРГ, 1974) это была не первая их победа в чемпионатах мира. Интересно, что сборной Бразилии ещё не доводилось радовать болельщиков у себя на родине. Интересно также, что никому не удалось победить у себя на родине более одного раза.
- Четырежды в истории европейская сборная носила сразу 2 титула: чемпионов мира и чемпионов Европы. Если к сборной Франции победа на чемпионате Европы (2000) пришла спустя 2 года после победы на чемпионате мира (1998), то сборная ФРГ в 1974 году играла на чемпионате мира в ранге чемпионов Европы и победила. Сборная Испании дважды носила оба титула: победив на Чемпионате мира в 2010 году (после победы на чемпионате Европы-2008), она сохранила этот статус в 2012 году (после победы на чемпионате Европы-2012).
- В 2010 сборная Испании стала первой сборной за предыдущие 52 года, к которой первая победа на чемпионате мира пришла не на своём поле. Уругвай (1930), Италия (1934), Англия (1966), Аргентина (1978) и Франция (1998) впервые победили в своих странах. Только сборные ФРГ (1954), Бразилии (1958) и Испании (2010) в первый раз становились чемпионами мира не на домашнем чемпионате.
- Впервые в послевоенной истории чемпионатов дважды подряд (2006 и 2010) две европейские сборные разыграли звание чемпионов мира в финальном матче. И с выигрышем Испании в 2010 году прервана цепочка побед, начавшаяся после 1962 г., когда чемпионаты мира поочерёдно выигрывали представители Латинской Америки и Европы. Также после этой победы впервые после 1958 г. европейские сборные опередили латиноамериканские по суммарному числу выигранных чемпионатов (после 52-летнего перерыва и вообще впервые с тех пор, как Бразилия в первый раз стала чемпионом).
- В 2010 году сборная Нидерландов превзошла достижения сборных Чехословакии (1934, 1962) и Венгрии (1938, 1954), которые дважды играли в финале и ни разу в нём не победили. У сборной Нидерландов (1974, 1978, 2010) теперь насчитывается три такие неудачи. Тем не менее, наибольшее число поражений в финале (4) у сборной ФРГ/Германии, четырёхкратных чемпионов мира. Также у Германия наибольшее количество участий в финале ЧМ.
- Трижды для выявления чемпиона мира в финальном матче командам пришлось пробивать послематчевые пенальти, причём дважды одним из участников такого матча становилась сборная Италии и дважды — сборная Франции. При этом итальянцы проиграли одну серию из двух (1994 против Бразилии), а французы — обе (2006 против Италии, 2022 против Аргентины).
- В 2010 году сборная-хозяйка (ЮАР) впервые не вышла из группы в следующий раунд; в 2022 году сборная-хозяйка (Катар) впервые не набрала ни одного очка.
- На чемпионате мира 2018 года в России, сборная Сенегала стала первой командой, которая вылетела по системе фейр-плей.
- Сборная Англии — единственная сборная, выигравшая чемпионат мира, но ни разу не побеждавшая на континентальном турнире (чемпионате Европы).
- На чемпионате 2014 года в Бразилии впервые в четвертьфиналы прошли только команды, занявшие первые места в своих группах.
- Сборные Бразилии (1970—1994), Италии (1982—2006) и Германии (1990—2014) выигрывали свой четвёртый титул спустя 24 года после выигрыша третьего.
- Сборные Уругвая (1930—1950), Германии (1954—1974) и Франции (1998—2018) выигрывали свой второй титул спустя 20 лет после выигрыша первого.
- На трёх чемпионатах мира подряд действующие чемпионы мира не выходили из группового этапа: Италия (2010), Испания (2014) и Германия (2018).
- На четырёх чемпионатах мира подряд побеждали сборные из Европы: Италия (2006), Испания (2010), Германия (2014), Франция (2018).
- Сборные Нидерландов (1974—1978) и Германии (1982—1986) — единственные сборные, которые проигрывали в финале дважды подряд. И ещё никому не удавалось проиграть трижды подряд.
- Сборная Германии завоёвывала медали на четырёх чемпионатах мира подряд: золото (2014), серебро (2002), бронза (2006, 2010).
- Сборная Германии (ФРГ) выиграла рекордное количество медалей на чемпионатах мира (12): 4 золота (1954, 1974, 1990, 2014), 4 серебра (1966, 1982, 1986, 2002) и 4 бронзы (1934, 1970, 2006, 2010).
- Единственный в истории дебютант-чемпион мира — Италия (1934).
- На всех чемпионатах мира до 2018 года, в которых участвовали и сборная Бразилии, и сборная Германии (ФРГ), хотя бы одна из этих сборных занимала призовое место (1934—2014).
- На чемпионатах мира сборная Хорватии трижды выходила из группового этапа в плей-офф и трижды завоёвывала медали: бронзу (1998, 2022) и серебро (2018). Сборная Турции в свой единственный раз, когда преодолела групповую стадию, выиграла бронзу (2002).
- Вплоть до 2006 года со сменой страны победителя менялся и континент. Все эти годы чемпионский кубок «переезжал» из Европы в Южную Америку и назад (кроме 1934—1938 и 1958—1962 годов, когда Италия и Бразилия соответственно защитили свои титулы). С 2006 по 2022 год кубок регулярно менял страну-хозяйку, но оставался в Европе.

#### Лучшие бомбардиры в истории чемпионатов мира
В круглых скобках указаны турниры, на которых футболист играл, но не забивал. В квадратных скобках указаны турниры, на которых футболист был в заявке, но на поле не выходил

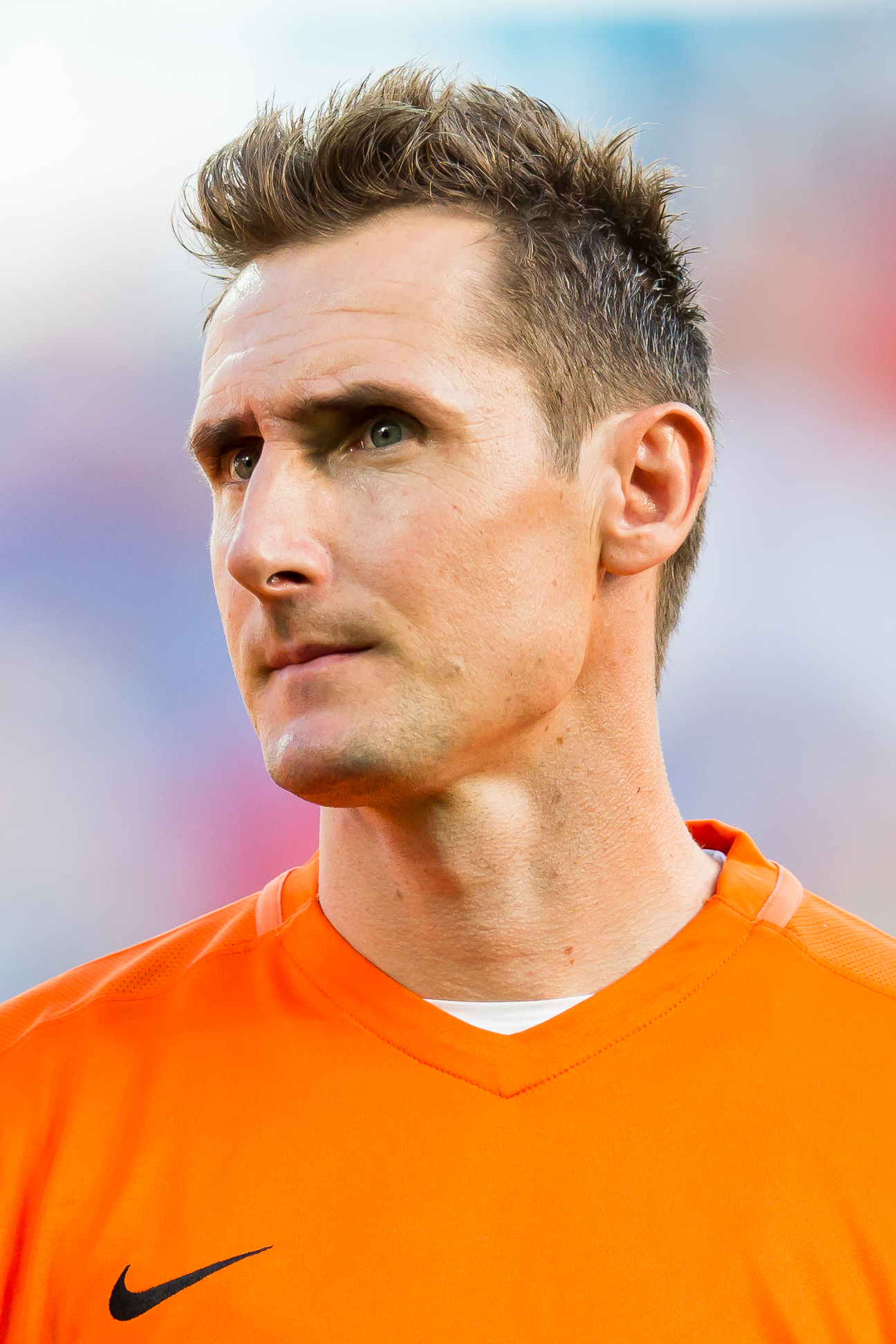
Мирослав Клозе — лучший бомбардир в истории чемпионатов мира (16)

| №  | Футболист          | Сборная      | Голы | Матчи | В ср. | Турниры                        |
| -- | ------------------ | ------------ | ---- | ----- | ----- | ------------------------------ |
| 1  | Мирослав Клозе     | Германия     | 16   | 24    | 0,67  | 2002, 2006, 2010, 2014         |
| 2  | Роналдо            | Бразилия     | 15   | 19    | 0,79  | [1994], 1998, 2002, 2006       |
| 3  | Герд Мюллер        | ФРГ          | 14   | 13    | 1,08  | 1970, 1974                     |
| 4  | Жюст Фонтен        | Франция      | 13   | 6     | 2,17  | 1958                           |
| 4  | Лионель Месси      | Аргентина    | 13   | 26    | 0,50  | 2006, (2010), 2014, 2018, 2022 |
| 6  | Пеле               | Бразилия     | 12   | 14    | 0,86  | 1958, 1962, 1966, 1970         |
| 6  | Килиан Мбаппе      | Франция      | 12   | 14    | 0,86  | 2018, 2022                     |
| 8  | Шандор Кочиш       | Венгрия      | 11   | 5     | 2,20  | 1954                           |
| 8  | Юрген Клинсман     | ФРГ Германия | 11   | 17    | 0,65  | 1990, 1994, 1998               |
| 10 | Хельмут Ран        | ФРГ          | 10   | 10    | 1,00  | 1954, 1958                     |
| 10 | Гари Линекер       | Англия       | 10   | 12    | 0,83  | 1986, 1990                     |
| 10 | Габриэль Батистута | Аргентина    | 10   | 12    | 0,83  | 1994, 1998, 2002               |
| 10 | Теофило Кубильяс   | Перу         | 10   | 13    | 0,77  | 1970, 1978, (1982)             |
| 10 | Томас Мюллер       | Германия     | 10   | 19    | 0,53  | 2010, 2014, (2018), (2022)     |
| 10 | Гжегож Лято        | Польша       | 10   | 20    | 0,50  | 1974, 1978, 1982               |

#### Лучшие бомбардиры финальных матчей чемпионатов мира
- Килиан Мбаппе (2018 — 1, 2022 — 3)

- Вава (1958 — 2, 1962 — 1)
- Пеле (1958 — 2, 1970 — 1)
- Джефф Херст (1966 — 3)
- Зинедин Зидан (1998 — 2, 2006 — 1)

- Джино Колаусси (1938 — 2)
- Сильвио Пиола (1938 — 2)
- Хельмут Ран (1954 — 2)
- Пауль Брайтнер (1974, 1982)
- Марио Кемпес (1978 — 2)
- Роналдо (2002 — 2)
- Лионель Месси (2022 — 2)

#### Лидеры по количеству сыгранных матчей

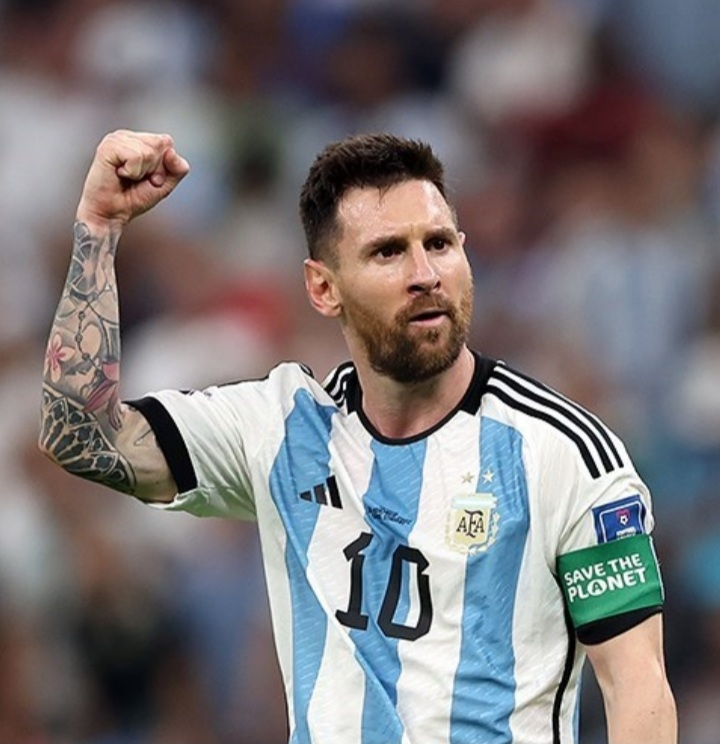
Лионель Месси сыграл больше всех матчей на чемпионатах мира (26)

| № | Футболист            | Сборная      | Матчи | Турниры                      |
| - | -------------------- | ------------ | ----- | ---------------------------- |
| 1 | Лионель Месси        | Аргентина    | 26    | 2006, 2010, 2014, 2018, 2022 |
| 2 | Лотар Маттеус        | ФРГ Германия | 25    | 1982, 1986, 1990, 1994, 1998 |
| 3 | Мирослав Клозе       | Германия     | 24    | 2002, 2006, 2010, 2014       |
| 4 | Паоло Мальдини       | Италия       | 23    | 1990, 1994, 1998, 2002       |
| 5 | Криштиану Роналду    | Португалия   | 22    | 2006, 2010, 2014, 2018, 2022 |
| 6 | Уве Зеелер           | ФРГ          | 21    | 1958, 1962, 1966, 1970       |
|   | Владислав Жмуда      | Польша       | 21    | 1974, 1978, 1982, 1986       |
|   | Диего Марадона       | Аргентина    | 21    | 1982, 1986, 1990, 1994       |
| 9 | Гжегож Лято          | Польша       | 20    | 1974, 1978, 1982             |
|   | Кафу                 | Бразилия     | 20    | 1994, 1998, 2002, 2006       |
|   | Филипп Лам           | Германия     | 20    | 2006, 2010, 2014             |
|   | Бастиан Швайнштайгер | Германия     | 20    | 2006, 2010, 2014             |
|   | Хавьер Маскерано     | Аргентина    | 20    | 2006, 2010, 2014, 2018       |

#### Статистика выступлений сборных
Ниже представлена статистика сборных, когда-либо доходивших до полуфинала, без учёта первых двух чемпионатов мира, проведённых в 1924 и 1928 гг. в рамках Олимпийского футбольного турнира.
| Команда          | титулов чемпиона | Чемпионы мира (* — у хозяев ЧМ) | 2-е место (* — у хозяев ЧМ) | 3-е место (* — у хозяев ЧМ) | 4-е место¹ (* — у хозяев ЧМ) |
| ---------------- | ---------------- | ------------------------------- | --------------------------- | --------------------------- | ---------------------------- |
| Бразилия         | 5                | 1958, 1962, 1970, 1994, 2002    | 2 (1950*, 1998)             | 2 (1938, 1978)              | 2 (1974, 2014*)              |
| Германия         | 4                | 1954, 1974*, 1990, 2014         | 4 (1966, 1982, 1986, 2002)  | 4 (1934, 1970, 2006*, 2010) | 1 (1958)                     |
| Италия           | 4                | 1934*, 1938, 1982, 2006         | 2 (1970, 1994)              | 1 (1990*)                   | 1 (1978)                     |
| Аргентина        | 3                | 1978*, 1986, 2022               | 3 (1930, 1990, 2014)        | —                           | —                            |
| Франция          | 2                | 1998*, 2018                     | 2 (2006, 2022)              | 2 (1958, 1986)              | 1 (1982)                     |
| Уругвай          | 2                | 1930*, 1950                     | -                           | -                           | 3 (1954, 1970, 2010)         |
| Англия           | 1                | 1966*                           | -                           | -                           | 2 (1990, 2018)               |
| Испания          | 1                | 2010                            | -                           | -                           | 1 (1950)                     |
| Нидерланды       | -                | -                               | 3 (1974, 1978, 2010)        | 1 (2014)                    | 1 (1998)                     |
| Чехословакия     | -                | -                               | 2 (1934, 1962)              | -                           | -                            |
| Венгрия          | -                | -                               | 2 (1938, 1954)              | -                           | -                            |
| Швеция           | -                | -                               | 1 (1958*)                   | 2 (1950, 1994)              | 1 (1938)                     |
| Хорватия         | -                | -                               | 1 (2018)                    | 2 (1998, 2022)              | -                            |
| Польша           | -                | -                               | -                           | 2 (1974, 1982)              | -                            |
| Австрия          | -                | -                               | -                           | 1 (1954)                    | 1 (1934)                     |
| Португалия       | -                | -                               | -                           | 1 (1966)                    | 1 (2006)                     |
| Бельгия          | -                | -                               | -                           | 1 (2018)                    | 1 (1986)                     |
| США              | -                | -                               | -                           | 1 (1930)                    | -                            |
| Чили             | -                | -                               | -                           | 1 (1962*)                   | -                            |
| Турция           | -                | -                               | -                           | 1 (2002)                    | -                            |
| Югославия        | -                | -                               | -                           | -                           | 2 (1930, 1962)               |
| СССР             | -                | -                               | -                           | -                           | 1 (1966)                     |
| Болгария         | -                | -                               | -                           | -                           | 1 (1994)                     |
| Республика Корея | -                | -                               | -                           | -                           | 1 (2002*)                    |
| Марокко          | -                | -                               | -                           | -                           | 1 (2022)                     |

¹ в 1930 — полуфиналисты
6 из восьми команд, побеждавших на чемпионате мира, добивались этого в качестве хозяев турнира. Сборные из числа выигрывавших чемпионат мира, но не добивавшиеся успеха на своей родной земле, — это Бразилия, которая в 1950 году проиграла решающий матч сборной Уругвая, а в 2014 году — полуфинал сборной Германии, а также Испания. Сборная Англии добивалась звания чемпионов только на «домашнем» чемпионате мира. Другие команды, не становившиеся чемпионами, нередко добивались на «домашних» чемпионатах своих лучших результатов в истории (Швеция в 1958-м — 2-е место, Чили в 1962-м — 3-е место, Мексика в 1970-м и 1986-м — 1/4 финала, Республика Корея и Япония в 2002-м — 4-е место и 1/8 финала соответственно, Россия в 2018-м — 1/4 финала; Швейцария в 1954-м повторила свой лучший результат — 1/4 финала; 1/4 финала Франции в 1938-м и второе место Бразилии в 1950 году также были на тот момент их лучшими результатами).

#### Участие на чемпионатах мира
Всего в финальных турнирах чемпионатов мира участвовали сборные 78 стран. Ниже перечислены команды, имеющие наибольшее число выходов в финальную часть ЧМ:
| Участия в чемпионате | Сборная                |
| -------------------- | ---------------------- |
| 22                   | Бразилия               |
| 20                   | Германия               |
| 18                   | Италия Аргентина       |
| 17                   | Мексика                |
| 16                   | Англия Франция Испания |
| 14                   | Уругвай Бельгия        |

- Сборные Бразилии и Германии не проиграли ни одного отборочного турнира, в которых участвовали (Германия дважды, в 1930 и 1950, не участвовала в чемпионате). Сборная Италии проиграла два, а сборная Аргентины — один отборочный турнир (Италия пропустила три чемпионата, Аргентина — четыре).

#### Лучшие сборные регионов мира
На сегодняшний день Кубок мира завоёвывали только команды из Европы и Южной Америки.
Самым большим достижением команды из КОНКАКАФ остаются бронзовые медали первого чемпионата мира у сборной США. С тех пор команды этой конфедерации четырежды играли в четвертьфинале, и ближе всего к повторению наивысшего результата были сборные Мексики (1986) и Коста-Рики (2014), уступавшие соперникам лишь в серии послематчевых пенальти.
Первой командой азиатской конфедерации (АФК), вышедшей в полуфинал, стала сборная Южной Кореи в 2002 году. Любопытно, что второй результат принадлежит сборной Северной Кореи: поражение в 1/4 финала ЧМ-1966.
Впервые команда из Африки (КАФ) — сборная Марокко — дошла до полуфинала в 2022 году. До того африканские команды трижды достигали стадии 1/4 финала, где проигрывали в дополнительное время (Камерун и Сенегал) или в серии пенальти (Гана).
Команды из Океании четырежды участвовали в финальном турнире чемпионата мира. Первые два раза их участие заканчивалось на стадии групповых турниров первого раунда: это были Австралия в 1974 году и Новая Зеландия в 1982 году. Австралия в третий раз завоевала для Океании право участвовать в финале чемпионата мира в 2006 году, победив в плей-офф Уругвай, однако в финальном турнире ЧМ-2006 выступала уже как член Азиатской футбольной конфедерации и дошла до стадии 1/8 финала, уступив будущим чемпионам — итальянцам. Новая Зеландия в 2010 году все три матча в группе сыграла вничью (в том числе и с чемпионами мира 2006 года итальянцами) и таким образом стала единственной командой на ЧМ-2010, которая не потерпела поражения на этом турнире, но для выхода из группы ей этого не хватило.

#### Рекорды

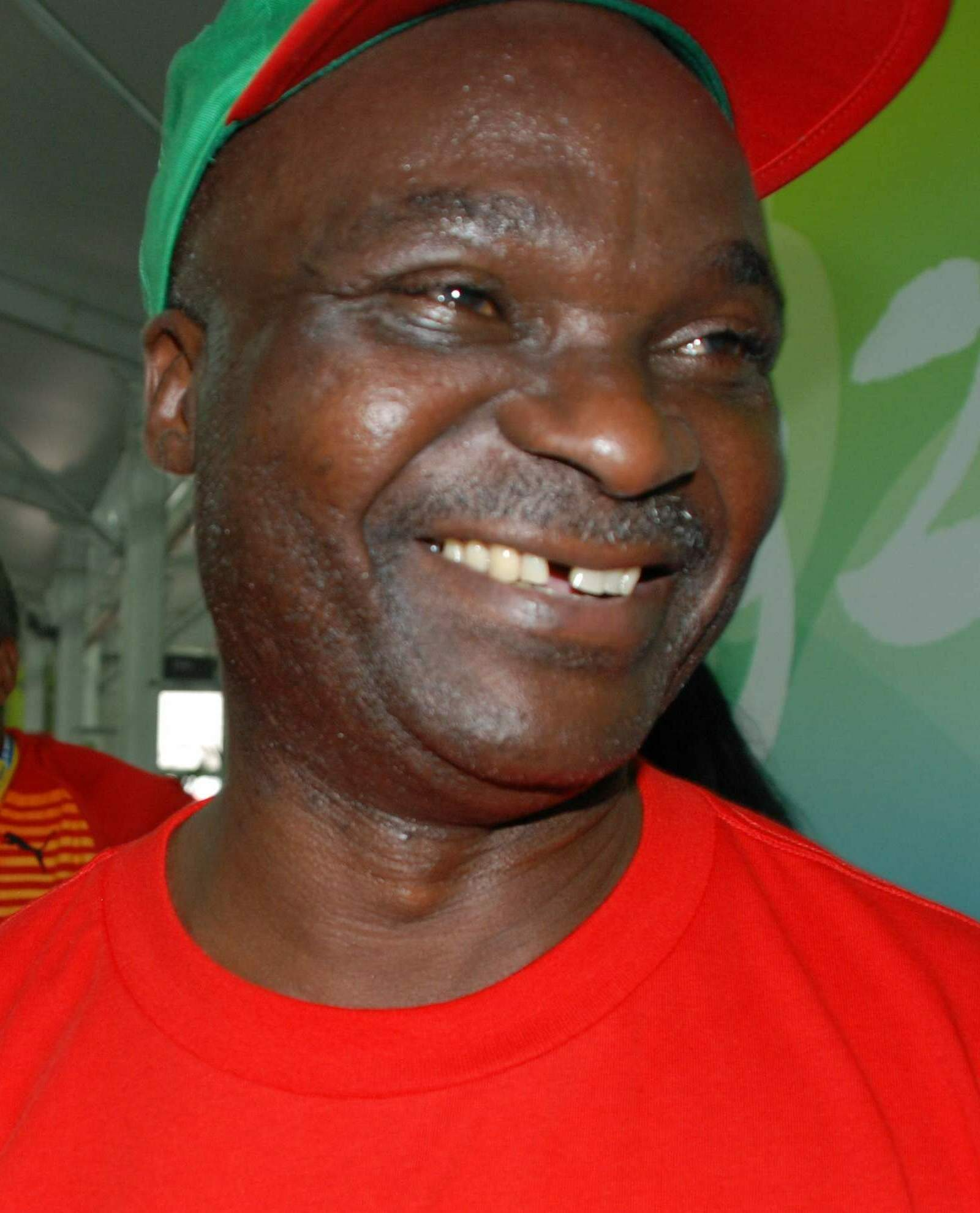
Камерунец Роже Милла — самый возрастной автор гола и самый возрастной полевой игрок в истории чемпионатов мира

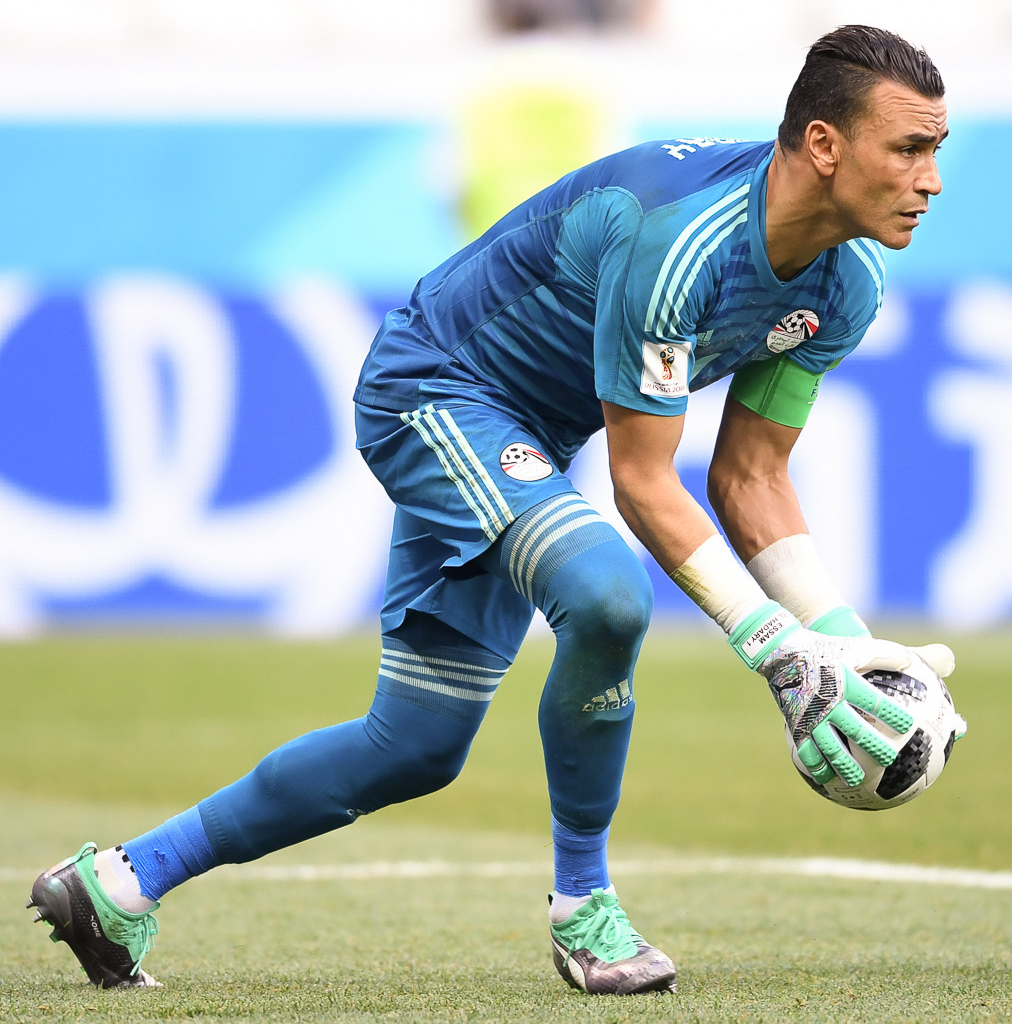
Египтянин Эссам аль-Хадари — старейший участник матча чемпионата мира

- Самая крупная победа: Венгрия — Республика Корея 9:0, 1954; Югославия — Заир 9:0, 1974; Венгрия — Сальвадор 10:1, 1982;
- Самый быстрый гол: Хакан Шукюр, 10,8 сек, Турция — Республика Корея 3:2, 2002
- Наибольшее количество участий в ЧМ (по 5, учитываются только турниры, в которых футболист выходил на поле):
  - Антонио Карбахаль (Мексика, 1950—1966),
  - Лотар Маттеус (ФРГ, Германия, 1982—1998),
  - Рафаэль Маркес (Мексика, 2002—2018),
  - Лионель Месси (Аргентина, 2006—2022),
  - Криштиану Роналду (Португалия, 2006—2022),
  - Андрес Гуардадо (Мексика, 2006—2022).
- Наибольшее количество игр на ЧМ: Лионель Месси, 26
- Лучший бомбардир: Мирослав Клозе (Германия, 2002—2014), 16
- Наибольшее число голов в одном турнире: Жюст Фонтен (Франция), 13, 1958
- Наибольшее число голов в одном матче, забитых одним игроком: Олег Саленко (Россия), 5, Россия — Камерун 6:1, 1994
- Самый возрастной игрок, капитан и дебютант: Эссам аль-Хадари (Египет), 45 лет и 161 день (2018)
- Самые возрастные футболисты, выходившие на поле (старше 40 лет):
  - Эссам аль-Хадари (Египет), 45 лет и 161 день (2018)
  - Фарид Мондрагон (Колумбия), 43 года и 3 дня (2014)
  - Роже Милла (Камерун), 42 года и 39 дней (1994)
  - Пат Дженнингс (Северная Ирландия), 41 год (1986)
  - Питер Шилтон (Англия), 40 лет, 9 месяцев и 19 дней (1990)
  - Дино Дзофф (Италия), 40 лет, 4 месяца и 13 дней (1982)
  - Али Бумнижель (Тунис), 40 лет, 2 месяца и 10 дней (2006)
- Самые возрастные авторы голов (старше 37 лет):
  - Роже Милла (Камерун), 42 года и 39 дней (1994)
  - Пепе (Португалия), 39 лет и 283 дня (2022)
  - Криштиану Роналду (Португалия), 37 лет и 292 дня (2022, с пенальти)
  - Гуннар Грен (Швеция), 37 лет и 236 дней (1958)
  - Куаутемок Бланко (Мексика), 37 лет и 151 день (2010, с пенальти)
  - Фелипе Балой (Панама), 37 лет и 120 дней (2018, с пенальти)
- Самые юные авторы голов (моложе 19 лет):
  - Пеле (Бразилия), 17 лет и 239 дней (1958)
  - Мануэль Росас (Мексика), 18 лет и 93 дня (1930)
  - Гави (Испания), 18 лет и 110 дней (2022)
  - Майкл Оуэн (Англия), 18 лет и 191 день (1998)
  - Миклош Ковач (Румыния), 18 лет и 198 дней (1930)
  - Дмитрий Сычёв (Россия), 18 лет и 232 дня (2002)
  - Лионель Месси (Аргентина), 18 лет и 358 дней (2006)
- Наибольшее количество выигранных ЧМ в качестве игрока: Пеле (Бразилия), 3-кратный чемпион мира (1958, 1962, 1970)
- Самая большая коллекция золотых медалей ЧМ: Марио Загалло (Бразилия), как игрок (1958, 1962), главный тренер (1970) и второй тренер (1994)
- Полный комплект медалей (золото—серебро—бронза) у шести игроков сборной ФРГ: Майера, Беккенбауэра, Грабовски, Хёттгеса, Оверата (золото — 1974, серебро — 1966, бронза — 1970), Германии: Клозе (золото — 2014, серебро — 2002, бронза — 2006, 2010), а также у игрока сборной Италии Барези (золото — 1982, серебро — 1994, бронза — 1990).

## Трофей
На чемпионатах мира с 1930 по 1970 год победителю вручался Кубок Жюля Риме (изначально его называли просто Кубок Мира или Coupe du Monde; он получил имя президента ФИФА, организовавшего первый чемпионат мира в 1930 году). Было заранее оговорено, что сборная, выигравшая чемпионат мира 3 раза, получит этот кубок навечно. Третьей победы первыми добились бразильцы в 1970 году, и Кубок Жюля Риме достался Федерации футбола Бразилии. В 1983 году кубок был похищен, и его поиски не увенчались успехом.
Начиная с 1974 года победителю вручается новый кубок, который называется Приз кубка мира ФИФА. В отличие от кубка Риме этот кубок не предназначен для вручения на вечное хранение. Бразилия, Италия и Франция выигрывали новый кубок по два раза. Германия и Аргентина выигрывали новый кубок уже три раза. Этот приз не будет заменён до тех пор, пока дощечка с именами победителей чемпионатов мира на нём не будет заполнена, что произойдёт не ранее 2038 года (если кубок не станут разыгрывать чаще).

## Золотой кубок чемпионов мира по футболу
На стыке 1980 и 1981 годов, к 50-летнему юбилею чемпионата мира, был проведён турнир между всеми странами-обладателями кубка на тот момент. Честь проведения турнира выпала Уругваю, как первому чемпиону и первой стране-хозяйке чемпионата. Чемпион 1966 года Англия снялась с соревнований, и её место заняла сборная Нидерландов, которая на тот момент была одной из сильнейших сборных в мире.
Шесть команд были разделены на две группы по три команды каждая. После одного круга победители групп играли между собой финальный матч. Победителем турнира стал Уругвай, обыгравший сборную Бразилии (2:1). Бразилия была обыграна с тем же счётом, что и в знаменитом финале ЧМ-1950, известным как «Мараканасо».
Будет ли проведён подобный турнир в 2030 году, к 100-летнему юбилею — пока неизвестно. После 1980 года только две сборные (Франция — 1998, Испания — 2010) становились новыми обладателями кубка.

## Награды
По итогам каждого финального турнира чемпионата вручаются несколько индивидуальных и командных наград игрокам и командам, особо проявившим себя в каком-то из аспектов игры:
- Золотой мяч «Адидас» (ранее — «Золотой мяч», вручается с 1982 года) — приз лучшему игроку турнира;
- Золотая бутса «Адидас» (ранее — «Золотая бутса», вручается с 1982 года) — приз лучшему бомбардиру турнира;
- Золотая перчатка «Адидас» (ранее — «Приз Льва Яшина», вручается с 1994 года) — приз лучшему вратарю турнира;
- Лучший молодой игрок (вручается с 2006 года) — награда для лучшего игрока чемпионата, чей возраст не превышал 21 год на начало года чемпионата;
- Приз честной игры (вручается с 1970 года) — награда команде, лучше всего соблюдавшей принципы справедливой игры;
- Приз зрелищной игры (определяется народным голосованием, вручается с 1994 года) — награда команде, показавшей самый зрелищный футбол на чемпионате.

## Телевидение и пресса. Спонсоры
Чемпионаты мира по футболу — спортивные соревнования с самой большой зрительской аудиторией из всех проводящихся в мире. Количество зрителей телетрансляций с чемпионатов мира превышает даже зрительскую аудиторию Олимпийских игр.
Например, суммарная аудитория ЧМ-2002 составила примерно 2,88 млрд человек. 1,1 миллиарда смотрели финальный матч этого турнира. Жеребьёвку финального турнира ЧМ-2006 наблюдали 300 миллионов зрителей по всему миру.
Первая телетрансляция чемпионата мира по футболу была устроена в 1954 году. Первым транслированным матчем стал поединок сборных Англии и Бельгии, закончившийся со счетом 4:4.
Талисман
Начиная с 1966 года у каждого чемпионата мира есть свой талисман (первым талисманом, на ЧМ-1966, был львёнок Вилли). Талисманами чемпионата мира-2006 служили лев Голео и футбольный мяч Пилле. В 2010 на чемпионате в ЮАР талисманом стал леопард Закуми, в 2014 в Бразилии — броненосец Фулеко, а в 2018 в России — волк Забивака.
Спонсорство
Чемпионат мира по футболу проводится при финансовой поддержке богатейших мировых брендов. Один из главных спонсоров чемпионата с 1978 года — компания Кока-Кола (с 1974 года — официальный партнёр ФИФА).

## Выбор места проведения чемпионата
См. список хозяев чемпионата в разделе Все чемпионаты мира.
| Чемпионат | Страна-организатор                                                              | Дата и место выборов         | Кандидаты |
| --------- | ------------------------------------------------------------------------------- | ---------------------------- | --- |
| 1930      | Уругвай                                                                         | 18 мая 1929, Барселона       | Венгрия, Италия, Испания, Нидерланды, Швеция                                                                           |
| 1934      | Италия                                                                          | 9 октября 1932, Стокгольм    | Швеция |
| 1938      | Франция                                                                         | 13 августа 1936, Берлин      | Аргентина, Нацистская Германия                                                                                         |
| 1942      | Турнир не проводился                                                            | Турнир не проводился         | Аргентина, Бразилия, Нацистская Германия                                                                               |
| 1946      | Турнир не проводился                                                            | Турнир не проводился         | - |
| 1950      | Бразилия                                                                        | 26 июля 1946, Люксембург     | - |
| 1954      | Швейцария                                                                       | 26 июля 1946, Люксембург     | - |
| 1958      | Швеция                                                                          | 23 июня 1950, Рио-де-Жанейро | - |
| 1962      | Чили                                                                            | 10 июня 1956, Лиссабон       | Аргентина, ФРГ |
| 1966      | Англия                                                                          | 22 августа 1960, Рим         | ФРГ, Испания |
| 1970      | Мексика                                                                         | 8 октября 1964, Токио        | Аргентина |
| 1974      | ФРГ                                                                             | 6 июля 1966, Лондон          | Испания |
| 1978      | Аргентина                                                                       | 6 июля 1966, Лондон          | Мексика |
| 1982      | Испания                                                                         | 6 июля 1966, Лондон          | ФРГ |
| 1986      | Колумбия                                                                        | 9 июня 1974, Стокгольм       | - |
| 1986      | Мексика                                                                         | 20 мая 1983, Цюрих           | Канада, США |
| 1990      | Италия                                                                          | 19 мая 1984, Цюрих           | СССР, Англия, Греция                                                                                                   |
| 1994      | США                                                                             | 4 июля 1988, Цюрих           | Бразилия, Марокко |
| 1998      | Франция                                                                         | 1 июля 1992, Цюрих           | Марокко, Швейцария |
| 2002      | Республика Корея/ Япония                                                        | 31 мая 1996, Цюрих           | Мексика |
| 2006      | Германия                                                                        | 7 июля 2000, Цюрих           | Англия, Марокко, ЮАР, Бразилия                                                                                         |
| 2010      | ЮАР                                                                             | 15 мая 2004, Цюрих           | Египет, Марокко, Ливия/ Тунис                                                                                          |
| 2014      | Бразилия                                                                        | 30 октября 2007              | - |
| 2018      | Россия                                                                          | 2 декабря 2010, Цюрих        | Англия, Бельгия/ Нидерланды, Испания/ Португалия, Австралия, Мексика, США, Япония                                      |
| 2022      | Катар                                                                           | 2 декабря 2010, Цюрих        | Австралия, США, Республика Корея, Япония, Англия, Бельгия/ Нидерланды, Индонезия, Испания/ Португалия, Мексика, Россия |
| 2026      | Канада/ Мексика/ США                                                            | 13 июня 2018, Москва         | Марокко |
| 2030      | Основные: Испания/ Португалия/ Марокко · Почётные: Уругвай/ Аргентина/ Парагвай | 4 октября 2023               | Чили, Украина, Греция/ Египет/ Саудовская Аравия                                                                       |
| 2034      | Саудовская Аравия                                                               | 31 октября 2023              | Китай, Индонезия/ Малайзия/ Сингапур/ Таиланд/ Вьетнам, Австралия, Зимбабве, Египет, Нигерия, Узбекистан, Казахстан    |
| 2038      |                                                                                 |                              | Китай, Гана |

На данный момент место проведения очередного чемпионата мира определяется не менее чем за 6 лет до турнира голосованием членов исполнительного комитета ФИФА. Так, место проведения ЧМ-2010 было определено в 2004 году, ЧМ-2014 — в 2007 году, а хозяева ЧМ-2018 и ЧМ-2022 в 2010 году. Таким образом, получилось, что хозяин ЧМ-2022 был выбран за 12 лет до предполагаемого времени проведения чемпионата. Рекорд принадлежит ЧМ-1982 — место его проведения было выбрано в 1966 году, за 16 лет до турнира.
Все чемпионаты мира с 1930 по 1998 проводились или в Европе, или в Америке. В 1934—1938 и 1954—1958 годах в Европе прошли по два чемпионата подряд. После 1958 года было принято чередовать места проведения — один чемпионат проводился в Европе, следующий в Америке и так далее.
Чемпионат 2002 года впервые был проведён за пределами Европы и Америки — хозяевами турнира стали Республика Корея и Япония. Первоначально корейцы и японцы выступали с независимыми заявками, но впоследствии под определённым давлением со стороны ФИФА, а также из-за того, что другие страны сняли свои заявки, согласились провести турнир совместно. Однако в связи с исторически непростыми отношениями между Южной Кореей и Японией, а также из-за того, что эти страны разделяет море, при проведении чемпионата возник ряд проблем. Вследствие этого по окончании турнира чиновники ФИФА неоднократно заявляли, что больше не допустят совместного проведения чемпионата мира.
Решение отдать право проведения ЧМ-2006 Германии было встречено неоднозначно — многие специалисты полагали, что проведение турнира будет доверено Южной Африке. При финальном голосовании голоса распределились 12 к 11 в пользу Германии. Делегат ФИФА из Новой Зеландии Чарльз Демпси, который получил указание от Федерации футбола Океании голосовать за Южно-Африканскую Республику, в последний момент воздержался от голосования. Если бы он не сделал этого, голоса бы распределились поровну, и решение в этом случае должен был принять глава ФИФА Зепп Блаттер, который был сторонником кандидатуры Южной Африки.
Демпси объяснил свой шаг тем, что испытывал слишком большое давление со стороны и Германии, и Южно-Африканской Республики, включая даже попытки подкупа, и поэтому посчитал, что не сможет остаться беспристрастным.
В результате возникшего скандала ФИФА заявила, что снова возвращается к принципу ротации между континентами в определении хозяев чемпионата мира, однако ЧМ-2026 пройдёт сразу в трёх государствах; теперь в ротации будут участвовать все континенты, а не только Европа и Америка. На проведение чемпионата-2010 принимались заявки только от африканских стран, на ЧМ-2014 — от южноамериканских. Бразилия оказалась единственной страной, подавшей заявку, и в дальнейшем принцип выбора страны-организатора был изменён ещё раз: место проведения чемпионата может быть определено среди любой страны, за исключением стран тех континентов, где состоялся один из двух предыдущих чемпионатов. Таким образом, чемпионат 2018 года не мог пройти в Африке и Южной Америке, а чемпионат-2022 — в Южной Америке и в Европе. Если правила выбора не изменятся, чемпионат 2026 года не может быть организован в Европе и Азии, а 2030 — в Азии и Северной Америке.
Для чемпионата мира 2010 года в качестве континента проведения была выбрана Африка, и страной-организатором стала Южно-Африканская Республика, которая обошла четырёх других претендентов. Таким образом, чемпионат 2010 года стал первым крупнейшим спортивным состязанием, проведённым на этом континенте.
В 2014 году чемпионат мира прошёл в Бразилии. Впервые два чемпионата подряд были проведены за пределами Европы.
Чемпионат мира 2018 года прошёл в России. Чемпионат мира 2022 года прошёл в Катаре. Турнир 2026 года пройдёт в Канаде, США и Мексике. Матчи чемпионата мира 2030 года пройдёт сразу в 6 странах. Основным станут Испания, Португалия и Марокко, а вынесенные матчи примут Аргентина, Уругвай и Парагвай. Таким образом, чемпионат мира пройдёт в Европе, Африке и Южной Америке. Чемпионат мира 2034 года получила Саудовская Аравия, так как никто кроме неё не подал заявку на проведение в установленный ФИФА срок.
В 1982 году чемпионат мира проходил в Испании, и с тех пор в футбольной среде, независимо от того, в какой стране он проходит, этот турнир иногда называют испанским словом «мундиаль» (исп. mundial), что в переводе означает «мировой, всемирный».